# Santa Margarita y Monjós
Santa Margarita y Monjós (oficialmente en catalán: Santa Margarida i els Monjos) es un municipio y localidad de la comarca del Alto Panadés, provincia de Barcelona, comunidad autónoma de Cataluña, España. 

## Toponimia
El topónimo oficial del municipio es Santa Margarida i els Monjos, en catalán, desde 1984. Hasta la reforma de la nomenclatura municipal de 1916 el municipio se llamaba simplemente Santa Margarita. En dicha fecha su nombre fue modificado por el de Santa Margarita y Monjós.

## Geografía

Localización de Santa Margarita y Monjós dentro del Alto Panadés

Integrado en la comarca del Alto Panadés, se sitúa a 63 km de Barcelona. El término municipal está atravesado por un pequeño tramo de la carretera nacional N-340, entre los pK 1205 y 1208. 
El término ocupa parte de la depresión prelitoral y parte de las vertientes occidentales del macizo de Garraf, como los estribos del monte del Águila que se prolongan hacia el noroeste y alcanzan una altitud máxima de 364 m en el mojón de los términos de Olèrdola, Castellet y Gornal y Santa Margarita. En estas elevaciones, que ocupan toda la parte sudoriental del término, nacen siete barrancos que desaguan, dentro del término, en el río de Foix, el cual, en la parte suroeste del término forma varias sinuosidades o pequeños meandros. Dentro del municipio, el río de Foix recibe, además, por la izquierda la riera de la Maçana o de Llitrà y, por la derecha, la de la Bruixa, que hace de límite con el término de Castellet.
| Noroeste: San Martín Sarroca | Norte: San Martín Sarroca y Pachs del Panadés | Noreste: Villafranca del Panadés       |
| Oeste: Castellví de la Marca |                                               | Este: Olèrdola                         |
| Suroeste: Castellet y Gornal | Sur: Castellet y Gornal                       | Sureste: Olèrdola y Castellet y Gornal |

La altitud oscila entre los 411 m al sureste y los 140 m a orillas del río de Foix. Els Monjos se alza a 165 m sobre el nivel del mar 

## Historia

### Santa Margarita
El año 978 ya se menciona el vado de Santa Margarita, en el término de Olèrdola. Esto presupone la existencia de la iglesia de Santa Margarita. Sin embargo, hasta el 1126 no se encuentra documentada como parroquia aún dentro del término de Olèrdola. El pueblo de Santa Margarita del Panadés, a la izquierda del río Foix y hoy deshabitado, se formó en torno a esta iglesia.
El lugar de Santa Margarita era de jurisdicción real hasta que Juan I se la vendió en 1381.
En el censo de 1370 constan 24 fuegos, que aumentaron a 40 en 1553.
En 1414 Gaspar de Espitlles se titulaba señor de Santa Margarita. En 1642 volvía a ser del rey junto con los Monjes. Al extinguirse las jurisdicciones feudales en el siglo XIX pasó a manos privadas. Consta que su último titular fue el señor Ferrer y Guarro.

### Monjos
Monjós es el núcleo de principal población y extensión del municipio de Santa Margarita y Monjós.
Está situado junto al río Foix, a 5 km de Villafranca del Panadés y equidistante entre Barcelona y Tarragona. Sus orígenes provienen de un molino de harina que el monasterio de Santes Creus obtuvo en 1322 por una permuta con la Pia Almoina de Barcelona. Pronto este lugar tomó el nombre de molino de los Monjes. Actualmente, este molino se conserva todavía y es un centro de actividades naturalísticas del municipio y un jardín botánico urbano.
Monjós dispone de una variada oferta cultural y comercial, con una nutrida oferta de actividades durante todo el año y un amplio tejido asociativo que forman entidades como la Sociedad La Margaridoia, la sociedad de Amigos de Peñafort, las agrupaciones de los bailes de la fiesta mayor o las entidades deportivas, entre otras muchas.
Su fiesta mayor se celebra alrededor de Santa Margarita, el 20 de julio y la de invierno el 17 de enero, coincidiendo con San Antonio Abad.
La oferta educativa la fundamentan 1 guardería (Xiroi), situada en la zona de Mas Catarro, dos escuelas (Dr. Samaranch y Arrels) y un instituto de enseñanza secundaria (El Foix). Existe además una amplia oferta educativa complementaria que se ofrece a través de la escuela de música Santa Margarita, la escuela de adultos, la biblioteca, el servicio de juventud Tangram, etc.
Destacar también la oferta deportiva municipal y los equipamientos: circuito deportivo en el parque urbano del Foix, pabellón de deportes, pista polideportiva, gimnasio municipal, campo de fútbol municipal y piscina municipal.
El tejido socioeconómico de Monjós se basa sobre todo en la industria, ligada a los polígonos industriales situados en la población y dedicados formanetalment a la industria del cemento, la harina y la industria auxiliar del sector del automóvil.

## Símbolos
El escudo de Santa Margarita y Monjós se define por el siguiente blasón:

Escudo embaldosado: de púrpura con un dragón de sinople lampasado de gules. La campaña de oro, con cuatro palos de gules. Por timbre una corona mural de pueblo.

El dragón es el atributo de Santa Margarita, patrona de la localidad. Los cuatro palos de Aragón recuerdan la jurisdicción real sobre el pueblo, que perteneció a la Corona hasta 1381, y desde 1642 hasta la extinción de las jurisdicciones feudales, en el siglo XIX. Dicho escudo fue aprobado el 9 de abril de 1987 y publicado el 20 de mayo del mismo año en el DOGC número 841.
La bandera de Santa Margarita y Monjós tiene la siguiente descripción:

Bandera apaisada de proporciones dos de alto por tres de largo, color púrpura, con un tercio inferior formado por cinco franjas amarillas y cuatro rojas, alternadas las amarillas y las rojas. En el centro de la franja púrpura un dragón verde con la lengua roja.

Fue aprobada el 27 de agosto de 1990 y publicada el 19 de septiembre del mismo año en el DOGC número 1345.

## Demografía
Santa Margarita y Monjós cuenta con una población de 7736 habitantes (INE 2024).
| Gráfica de evolución demográfica de Santa Margarita y Monjós entre 1842 y 2021 |
| |
| Población de derecho según los censos de población del INE. Población de hecho según los censos de población del INE.En estos censos se denominaba Santa Margarita y Monjós: 1842, 1857, 1860, 1877, 1887, 1897, 1900, 1910, 1920, 1930, 1940, 1950, 1960, 1970 y 1981. |

| 1333                       | 2078 | 2068 | 3772 | 7337 |
| (Fuente: [cita requerida]) |      |      |      |      |

- Gráfico demográfico de Santa Margarita y Monjós 1717 y 2006

1717-1981: población de hecho; 1990-: población de derecho

### Núcleos de población
Según el nomenclátor de 2014, el municipio comprende 3 entidades de población, con 8 núcleos:
| Entidad de la población | Núcleos                                        | Habitantes empadronados (2014) |
| ----------------------- | ---------------------------------------------- | ------------------------------ |
| Cal Rubió               | Cal Rubió Muscarola La Rovira                  | 267                            |
| Monjós (Els Monjos)     | Monjós (Els Monjos) Cal Salines                | 5476                           |
| La Rápita (La Ràpita)   | La Rápita (La Ràpita) Cal Claramunt Sardinyola | 1594                           |

## Administración y política
| Periodo   | Nombre                  | Partido |
| --------- | ----------------------- | ------- |
| 1979-1983 | Jordi Girona Alaiza     | I.S.    |
| 1983-1987 | Jordi Girona Alaiza     | I.S.    |
| 1987-1991 | Jordi Girona Alaiza     | PSC     |
| 1991-1995 | Jordi Girona Alaiza     | PSC     |
| 1995-1999 | Jordi Girona Alaiza     | PSC     |
| 1999-2003 | Jordi Girona Alaiza     | PSC     |
| 2003-2007 | Jordi Girona Alaiza     | PSC     |
| 2007-2011 | Jordi Girona Alaiza     | PSC     |
| 2011-2015 | Imma Ferret Raventós    | PSC     |
| 2015-2019 | Imma Ferret Raventós    | PSC     |
| 2019-2023 | Imma Ferret Raventós    | PSC     |
| 2023-act. | Esther Marmaneu Domingo | PSC     |

## Entidades y asociaciones
- Coordinadora de Balls Folcklòrics dels Monjos
- Grup de diables SPANTUS
- Grup de diables de la Ràpita
- Drac dels Monjos
- Grup de geganters de la Ràpita
- Grup de geganters dels Monjos
- Grup de capgrossos
- Serrallonga Escarabina
- Ball de Pastoretes dels Monjos